# NGC 3468
NGC 3468 је лентикуларна галаксија у сазвежђу Велики медвед која се налази на NGC листи објеката дубоког неба.
Деклинација објекта је + 40° 56' 47" а ректасцензија 10h 57m 31,2s. Привидна величина (магнитуда) објекта NGC 3468 износи 13,0 а фотографска магнитуда 14,0. NGC 3468 је још познат и под ознакама UGC 6048, MCG 7-23-6, CGCG 213-10, PGC 32940.